# جون هاردي (ملحن)
جون هاردي (بالإنجليزية: John Hardy)‏ هو ملحن بريطاني، ولد في 1957.

## وصلات خارجية
- جون هاردي على موقع IMDb (الإنجليزية)
- جون هاردي على موقع ميوزك برينز (الإنجليزية)
- جون هاردي على موقع قاعدة بيانات الفيلم (الإنجليزية)